# Friedrich Konrad Beilstein
Friedrich Konrad Beilstein (Фридрих Конрад Бейльштейнo), también llamado Fiódor Fiódorovich Beilshtéin (Бейльштейн, Фёдор Фёдорович) (San Petersburgo, 17 de febrero de 1838 - San Petersburgo, 18 de octubre de 1906) fue un químico rusoalemán, fundador y primer editor del conocido "Manual de Química Orgánica" (Handbuch der organischen Chemie). La primera edición de esta obra, en 1881, registraba 1,500 compuestos en 2.200 páginas. Actualmente este Manual se conoce como la "Base de Datos de Beilstein".

## Biografía
Su padres Karl Friedrich Beilstein y Katharina Margarete Rutsch, eran originarios de Alemania y se habían establecido en San Petersburgo l'atelier de talle de su tío, Konrad Rutsch.
Friedrich Konrad partió para Alemania a los 15 años de edad, para estudiar Química bajo la dirección de Robert Wilhelm Bunsen y Friedrich August Kekulé en la Universidad de Heidelberg, luego con Justus von Liebig en la universidad de Múnich y finalmente con Friedrich Wöhler en la Universidad de Göttingen, donde se doctoró tres días después de cumplir 20 años, con una monografía sobre la murexide.
Después continuó estudios en la Sorbona de París, con Charles Friedel y Charles Adolphe Wurtz y en la Universidad de Breslau con Carl Löwig. Beilstein fue designado "Docente" (maestro de conferencias) en 1860 y en 1865 fue nombrado profesor extraordinario de la Universidad de Göttingen. En 1866 sucedió a Dimitri Mendeleiev en el Instituto de Tecnología de San Petersburgo. Obtuvo entonces la nacionalidad rusa. En 1883 fue designado miembro de la Academia de Ciencias de Rusia. Se jubiló en 1896.

## Trabajos
En 1862 obtuvo ácido acrílico mediante la destilación de ácidos hidroacrílicos. Sus investigaciones se concentraron en los compuestos aromáticos. Trabajó por ejemplo en 1896 estableció para la cloración de tolueno una regla importante que afirma que la halogenación de los alquilbencenos al calor, se efectúa principalmente sobre la cadena de alquenos (por ejemplo el cloruro de bencilo), mientras que en frío o en presencia de un catalizador (por ejemplo de yodo), la halogenación tiene lugar sobre el grupo benceno.
Desarrolló la prueba de detección de los compuestos halógenos orgánicos, que ahora se conoce como Test de Belstein. El test de Beilstein es positivo cuando se produce haluro de cobre volátil, que da a la llama un color azul-verdoso, al calentar un halogenuro de alquilo con óxido de cobre. Es el método más sencillo para determinar la presencia de un halogenuro de alquilo, aunque no diferencia si el halógeno es cloro, bromo o yodo.